# キャリック・レンジャーズFC
キャリック・レンジャーズ・フットボールクラブ（英語: Carrick Rangers Football Club）は、北アイルランドのアントリム県のCarrickfergusをホームタウンとするサッカークラブ。

## 歴史
1939年、Carrickfergusの若い男性グループによって新しいサッカークラブを創設するための会合が開催された。チーム名は部屋の壁に掲げられていたグラスゴー・レンジャーズの写真に影響され、すぐにキャリック・レンジャーズの名前で合意した。チームはマイナーリーグへの加盟が承認され、1941-42シーズンに最初のタイトルとなるリーグ優勝を飾った。次にアマチュアリーグで2回のリーグ優勝とMcKelvie Cup優勝を果たした後、アイリッシュ・フットボールリーグ・Bディビジョンに加盟した。
1960年代はスチール・アンド・サンズカップとルイ・ムーアカップで各2回優勝、1961-62シーズンにはBディビジョン初優勝を果たした。クラブの黄金時代は1972年から1977年の間だった。Bディビジョンで3回のリーグ優勝、アイリッシュ・インターミディエイト・カップで2回の優勝、1975-76シーズンにはアイリッシュカップ初優勝を果たした。UEFAカップウィナーズカップ 1976-77ではサウサンプトン戦を含む4試合を戦った。
1983-84シーズンにアイリッシュ・フットボールリーグに加盟した（当時は昇格・降格制度はなかった）。最初のシーズンは最下位に終わったが、アイリッシュカップで準優勝した。1995年、アイリッシュカップ決勝に進出したが、リンフィールドに1-3で敗れた。同年、アイリッシュ・フットボールリーグがプレミアディビジョンとファーストディビジョンの2部制に変更されると、キャリックはファーストディビジョンに降格した。2011年、17シーズンぶりにトップディビジョンであるIFAプレミアシップに復帰した。

## タイトル
- アイリッシュカップ：1回
  - 1975-76

## 過去の成績
| シーズン | リーグ                  | 順位 | 試 | 勝 | 分 | 敗 | 得 | 失 | 差  | 点 |
| -------- | ----------------------- | ---- | -- | -- | -- | -- | -- | -- | --- | -- |
| 2008-09  | IFAチャンピオンシップ   | 10位 | 32 | 12 | 6  | 14 | 56 | 53 | +3  | 42 |
| 2009-10  | IFAチャンピオンシップ1  | 05位 | 26 | 12 | 5  | 9  | 37 | 39 | -2  | 41 |
| 2010-11  | IFAチャンピオンシップ1  | 01位 | 26 | 18 | 4  | 4  | 57 | 27 | +30 | 58 |
| 2011-12  | IFAプレミアシップ       | 12位 | 38 | 7  | 10 | 21 | 50 | 91 | -41 | 31 |
| 2012-13  | IFAチャンピオンシップ1  | 05位 | 24 | 11 | 6  | 7  | 48 | 32 | +16 | 39 |
| 2013-14  | NIFLチャンピオンシップ1 | 05位 | 26 | 14 | 4  | 8  | 52 | 34 | +18 | 46 |
| 2014-15  | NIFLチャンピオンシップ1 | 01位 | 26 | 19 | 5  | 2  | 54 | 22 | +32 | 62 |